# Washington Commanders
Los Washington Commanders (en español, Comandantes de Washington) son un equipo profesional de fútbol americano de los Estados Unidos con sede en el área metropolitana de Washington D. C.. Compiten en la División Este de la Conferencia Nacional (NFC) de la National Football League (NFL) y disputan sus encuentros como locales en el Northwest Stadium, ubicado en la ciudad de Landover, Maryland.
El equipo fue fundado en Boston en 1932 con el nombre de Boston Braves (sin relación con el equipo homónimo de béisbol que ahora juega en Atlanta), pero solo un año después adoptaron la denominación de Boston Redskins antes de mudarse a la capital estadounidense en 1937, donde fueron conocidos como Washington Redskins hasta 2019. Tanto el nombre como el logo del equipo generaron controversia durante años porque la locución «piel roja» está considerada ofensiva hacia los nativos americanos. En julio de 2020 la franquicia anunció que renunciaría a la marca Redskins y adoptó provisionalmente el nombre de Washington Football Team.
A lo largo de su historia el equipo ha ganado dos campeonatos de NFL, tres Super Bowls, cinco títulos de conferencia y quince títulos de división.
De acuerdo con la revista Forbes, los Washington Commanders son el decimocuarto club deportivo más valioso del mundo y el séptimo de la NFL con un valor estimado de 3400 millones de dólares.

## Historia

### 1932-1936: Fundación y primeros años en Boston
Los Boston Braves de "fútbol americano", cuyo dueño fue George Preston Marshall, ingresaron en la National Football League en 1932 después de que se retirara el equipo Newark Tornadoes y jugaron en el Braves Field, sede de los Boston Braves de "béisbol". Trataron de tener su sede en Nueva York, pero fueron bloqueados por la Regla Territorial de la NFL. Lud Wray fue contratado como el primer entrenador en jefe de los entonces Braves, y fueron liderados por los miembros del Salón de la Fama Cliff Battles (running back) y Turk Edwards (offensive tackle). Su primer partido fue el 2 de octubre de 1932 y perdieron con los Dodgers de Brooklyn. La siguiente semana ganarían el primer partido de su historia venciendo a los New York Giants por 14 puntos a 6. Los Braves terminarían su primera temporada con marca de 4 ganados, 4 perdidos y 2 empates.
En 1933, el equipo se trasladó al Fenway Park y cambiaron su nombre a Boston Redskins. También cambiaron de entrenador, fue nombrado William Henry Dietz, también conocido como Lone Star Dietz, mientras que Lud Wray se fue a Filadelfia a dirigir su nueva franquicia, los Philadelphia Eagles. Los Redskins terminaron la temporada de 1933 con un récord de 5-5-2. En 1934 tuvieron un récord de 6-6. En 1935, con el entrenador Eddie Casey, tuvieron una campaña espantosa anotando solo 65 puntos y terminando con un récord de 2-8-1. En 1936, bajo la tutela de su cuarto entrenador Ray Flaherty, ganaron los tres juegos finales apaleando a sus contrarios por un marcador global de 74 puntos contra 6 ganando el Campeonato de la División Este con un récord de 7-5. No obstante gracias a la baja asistencia de aficionados, destacada por la venta de solo 4,813 boletos en el Fenway Park para ver a los Redskins apalear a los Pittsburgh Pirates por 30-0, George Preston Marshall escogió renunciar a la ventaja del juego como local y jugaron el partido por el Campeonato de la NFL en el entonces estadio de los New York Giants, el Polo Grounds. Battles se lesionó en la décima jugada del juego y Green Bay ganó el campeonato por 21-6. Los Redskins se mudaron a Washington la siguiente campaña debido a la falta de apoyo de los aficionados en Boston.

### 1937-1952: Traslado a WashingtonD.C. y la era de Sammy Baugh
En sus primeros años en Washington, los Redskins compartieron el Griffith Stadium con el equipo de béisbol Senadores de Washington. En 1937 firmaron a un quarterback innovador novato de la Universidad Cristiana de Texas y futuro miembro del Salón de la Fama llamado Sammy Baugh. En una era donde era relativamente raro lanzar pases hacia el frente, ellos usaron el pase del balón como su principal método de ganar yardas. "Slingin' Sammy" Baugh también jugó en numerosas posiciones incluyendo las posiciones de cornerback y punter.
En 1937 con Baugh al mando, los Redskins ganaron el título de la División Este y regresaron al juego por el Campeonato de la NFL en su primer año en la capital de Estados Unidos contra los Osos de Chicago. Sammy Baugh lanzó 3 pases para anotación y ganaron por un marcador de 28-21. Se volverían a enfrentar en el juego de campeonato de 1940 y Chicago ganó en la peor derrota en toda la historia de la NFL, el marcador final fue 73-0. De nuevo se enfrentarían en 1942, también en el juego de Campeonato de la NFL y el dueño George Preston Marshall uso la humillación de 1940 como punto de partida para echarle a perder el intento de Chicago de conseguir una temporada perfecta venciéndolos por 14-6. De vuelta en la siguiente campaña (1943) de nuevo se encontraron y Chicago empató la serie 2 a 2, consiguiendo el campeonato por 41-21. Los Redskins llegaron al juego final en 1945, pero perdieron por un punto contra los Carneros de Cleveland, 15-14.
El temprano éxito del equipo atrajo a los fanes de Washington D. C. Sin embargo, después de 1945, los Redskins comenzaron una lenta debacle. Esto fue en parte culpa de la tendencia de Marshall a la microgerencia del equipo. De 1946 a 1968, solo tuvieron 3 campañas con marca ganadora.

### 1953-1961: Resistencia a la integración racial
Marshall se negó a integrar a jugadores de color a su equipo, a pesar de los presiones del Washington Post y del Gobierno Federal. Finalmente en 1962, el Secretario del Interior Stewart Udall le dio un ultimátum: si no firmaban a un jugador negro, el gobierno podría echarlos del District of Columbia Stadium. Como resultado Washington fue el último equipo en integrar a jugadores de color, en 1962, su segunda campaña en ese estadio. Primero el equipo escogió a Ernie Davis, el primer jugador de color en ganar el Trofeo Heisman. Después, antes de firmar a Davis, negociaron con los Cleveland Browns al wide receiver Bobby Mitchell. Tristemente, resultó que Davis tenía leucemia y falleció sin jugar jamás como profesional. Mitchell, sin embargo aún estaba en la primera mitad de su carrera y terminaría ingresando en el Salón de la Fama.
Mitchell se uniría a estrellas de color como al wide receiver Charley Taylor, al corredor Larry Brown (quien usaba un auricular ya que era casi completamente sordo), y al back defensivo Brig Owens. Aparte llevaron a cabo dos de los mejores traspasos de los años 60’s, ganando al colorido quarterback Sonny Jurgensen de las Águilas de Filadelfia y al linebacker Sam Huff de los New York Giants. Pero aun con esas contrataciones no fueron capaces de rendir lo esperado. A pesar de que el equipo era más popular que nunca, tuvieron muchas dificultades durante toda la década de los años 60’s.

### 1962-1970: De George Preston Marshall a Jack Kent Cooke
Con los ejecutivos, Marshall se vio forzado a reducir sus funciones debido a un deterioro mental en 1962, y los accionistas del equipo tuvieron dificultades para tomar decisiones sin su jefe. Marshall murió en 1969, y los accionistas restantes vendieron el equipo a Edward Bennett Williams, un residente de Washington y uno de los más estimados abogados de Estados Unidos.
También en 1969, el D.C. Stadium fue renombrado como el Robert F. Kennedy Memorial Stadium, y contrataron al futuro miembro del Salón de la Fama Vince Lombardi -quien ganó fama dirigiendo a Green Bay- para ser su nuevo entrenador. Lombardi dirigió al equipo a un récord de 7-5-2, pero murió de cáncer en la víspera de la campaña de 1970.

### 1971-1977: La era de George Allen
Dos años después, Williams firmó al antiguo entrenador de Los Angeles Rams George Allen como entrenador. Allen siempre fue parcial hacia los jugadores veteranos en vez de los novatos de alto perfil, por lo tanto sus equipos fueron conocidos como los Over-the-Hill Gang, por el promedio de edad de los elementos que participaron. Su eslogan fue “El Futuro Es Ahora”, y sus jugadores pronto probaron que él estaba en lo correcto.
Allen ayudó a fomentar la rivalidad con los Dallas Cowboys, la cual se ha convertido en uno de los encuentros más candentes de la NFL. Los Redskins llegaron al juego de campeonato de la Conferencia Nacional venciendo a Dallas 26-3, solo para perder ante el único equipo invicto en la NFL en una sola campaña, los Miami Dolphins por 14-7 en el Super Bowl VII. En sus siete años como entrenador los equipos de Allen llegaron a los playoffs en cinco ocasiones.

### 1981-1992: Joe Gibbs y la década dorada
En 1981, el nuevo dueño Jack Kent Cooke firmó al coordinador ofensivo de los San Diego Chargers, Joe Gibbs, como su vigésimo entrenador. Gibbs llevó al equipo a cuatro Super Bowls, ganando tres de ellos.
El quarterback Joe Theismann, el corredor John Riggins, y el wide receiver Art Monk obtuvieron mucha publicidad, pero los Redskins fueron uno de los pocos equipos en tener una famosa línea ofensiva. El entrenador de la línea ofensiva Joe Bugel, quien más tarde llegaría a ser entrenador de los Cardenales de Arizona, los apodó “Los Cerdos”, no porque fueran grandes y gordos sino porque les "saldrían raíces en el lodo" en el campo de juego. Los Cerdos “originales” fueron el centro Jeff Bostic, los guardias Russ Grimm y Mark May, y los tackles Joe Jacoby y George Starke. En años posteriores hubo otros “cerdos” notables como Jim Lachey, Raleigh McKenzie, y Mark Schlereth. Los tigh ends Don Warren y Clint Didier, así como Riggins, fueron conocidos como "Cerdos Honorarios".
La primera victoria en un Super Bowl (su primer campeonato de la NFL en 40 años), fue en el Super Bowl XVII, el 30 de enero de 1983, en Pasadena, California, donde vencieron a los Delfines de Miami 27-17. El futuro miembro del Salón de la Fama John Riggins dio la mejor jugada del partido, cuando en 4.ª oportunidad y pulgadas por avanzar, con los Redskins abajo en el marcador por 17-13, los entrenadores escogieron una jugada llamada "70 Chip" la cual estaba diseñada para ganancia de poco yardage. En vez de las pulgadas necesarias Riggins consiguió 43 yardas y la anotación para ponerse al frente en el marcador. La imagen de Riggins corriendo por encima del único tackleador probable Don McNeal se ha convertido en uno de los momentos culminantes de la historia de los Super Bowls. Una anotación más tarde, los Redskins ganaron su primer título de Super Bowl por marcador de 27-17.
La campaña de 1983 comenzó con una derrota por 31-30 con Dallas en el juego inaugural en un juego de Lunes por la noche) pero perdieron solo un juego más en toda esa temporada, también en un juego de Lunes por la Noche en contra de Green Bay, por un marcador de 48-47, y dominaron la NFL con una campaña de 14 victorias que incluyó el entonces récord de la liga de más puntos anotados con 541, muchos de los cuales fueron contribución de 24 touchdowns de Riggins. En la postemporada vencieron a Los Angeles Rams 51-7. La siguiente semana comenzaron con una cómoda ventaja de 21-0 sobre los 49ers de San Francisco después de 3 cuartos en el Juego de Campeonato de la NFC, pero la debilidad principal de los Redskins fue la defensa (permitieron 332 puntos esa temporada). Los 49ers anotaron 3 touchdowns para empatar el juego. Pero Mark Moseley, que había fallado 4 goles de campo, anotó otro al final para vencer a los 49ers 24-21. Sería la última victoria de esa temporada porque dos semanas después los Raiders los vencieron 38-9 en el Super Bowl XVIII.
La campaña de 1987 comenzó con una huelga de jugadores que duró 24 días, reduciendo los 16 partidos de la temporada a 15. Los juegos de las semanas 4, 5 y 6 los ganaron con jugadores de reemplazo. Los Redskins ganaron el distintivo de ser el único equipo cuyos jugadores no cruzaron los “piquetes de huelga”. Aquellas tres victorias frecuentemente se acreditan como que gracias a ellas llegaron a los playoffs y al parecer fueron la inspiración para una película llamada “The Replacements” del año 2000. Los Redskins ganaron su segundo Super Bowl (Super Bowl XXII) el 31 de enero de 1988, en San Diego, California. Vencieron a los Broncos de Denver 42-10 al empezar perdiendo el juego en el primer cuarto por 10-0. Es la mayor victoria viniendo de una desventaja en la historia del Super Bowl. Este partido es más famoso por la actuación estelar del quarterback Doug Williams, quien lanzó 4 touchdowns en el segundo cuarto para convertirse en el primer quarterback de origen negro en dirigir a su equipo a la victoria en un Super Bowl. El corredor novato Timmy Smith tuvo un gran juego también corriendo para un récord de Super Bowl de 204 yardas.
Los Redskins ganaron su más reciente Super Bowl el día 26 de enero de 1992, en el Super Bowl XXVI celebrado en Mineápolis, Minnesota. Esa temporada de 1991, fueron el equipo más dominante de la liga y vencieron a los Bills de Buffalo por 37 puntos contra 24. El quarterback Mark Rypien fue nombrado jugador más valioso del Super Bowl. El día 5 de marzo de 1993, Joe Gibbs se retiró después de 12 años como entrenador en jefe con los Redskins. Sería un retiro temporal, Gibbs tenía interés en la NASCAR y finalmente fundó el equipo de carreras Joe Gibbs Racing.

### 1993-2003: Inicio del declive y cambio de propiedad
En 1997, el dueño Jack Kent Cooke murió en la víspera de la inauguración del nuevo estadio en Landover, Maryland, y fue bautizado en su honor. En su testamento, Cooke dejó al equipo a la Fundación Jack Kent Cooke, con instrucciones de venderlo. Su hijo, John Kent Cooke, no pudo reunir suficiente dinero para la compra y el equipo fue comprado por Daniel Snyder.
En 1999, Washington llegó a los playoffs por primera vez desde la salida de Gibbs ganando el Este de la Nacional. Vencieron a los Leones de Detroit por 27-13 en un juego de comodines como locales, pero perdieron su siguiente juego por 14-13 contra los Bucaneros de Tampa Bay.
Snyder, quien creció como fan de los Redskins e hizo su fortuna en la mercadotecnia ha realizado muchos movimientos muy controversiales desde que compró al equipo, incluyendo vender el nombre del estadio en una licitación corporativa. FedEx ganó y ahora el estadio se llama FedEx Field. El hábito más criticado de Snyder ha sido contratar y despedir entrenadores, comenzando con el despido de Norv Turner, despidiendo a su reemplazo Marty Schottenheimer después de solo una campaña, y en 2002, contratando al entrenador de los Lagartos de Florida Steve Spurrier para reemplazar a Schottenheimer. Spurrier renunció al final de la temporada del 2003 faltándole tres años más en su contrato.

### 2004-2007: El regreso de Joe Gibbs
Para el 2004, Snyder logró sacar de su retiro a Joe Gibbs para contratarlo como entrenador y presidente del equipo. Su regreso vino con una promesa de Snyder de disminuir su intervención en las operaciones de Washington. Snyder también expandió el estadio a 91,665 asientos (la cifra más alta de la liga). El regreso de Gibbs no pagó dividendos en su primera campaña (2004) terminando con una marca de 6 victorias y 10 derrotas.
A pesar de una defensiva bastante buena el equipo no fue igual a la ofensiva. El quarterback Mark Brunell fue adquirido en pretemporada de los Jaguares de Jacksonville; no rindió en su primera temporada y fue sustituido a media temporada por Patrick Ramsey. Del otro lado algunas de las nuevas contrataciones de Gibbs como el cornerback Shawn Springs y el linebacker Marcus Washington, jugaron muy bien. Aparte Washington escogió a Sean Taylor de los Huracanes de Miami durante el draft en la primera campaña de Gibbs.
Snyder ha convertido a Washington en una máquina de hacer dinero. Eso le permitió gastar mucho dinero en la agencia libre. Esas primeras contrataciones no fueron buenas Bruce Smith, Deion Sanders), pero la calidad de los agentes libres contratados por mejoró firmando o canjeando jugadores estrellas como Cornelius Griffin, Santana Moss, y Clinton Portis.
Antes de la temporada 2005, Los Redskins devolvieron al receptor Laveranues Coles a los New York Jets y adquirieron a Santana Moss a cambio.
Usaron su primera selección en draft del 2005 para firmar al cornerbackde la Universidad de Auburn Carlos Rogers. Y utilizaron su siguiente selección de draft (negociada con Denver para adquirir también al quarterback de Auburn Jason Campbell. El resto de sus selecciones incluyeron al corredor de poder de UCLA Manuel White, Jr., a los linebackers de los Cardenales de Louisville Robert McCune y de Stanford Jared Newberry, y al corredor de poder del Citadel College Nehemiah Broughton.
Esperando mejorar después del desastroso ataque aéreo, Gibbs agregó al antiguo coordinador ofensivo de Jacksonville Bill Musgrave como su entrenador de quarterbacks. Por primera vez Joe Gibbs usó la formación escopeta en su ofensiva.
El equipo ganó sus primeros tres juegos incluyendo una victoria sobre Dallas un lunes por la noche pero se desplomáron, perdiendo tres partidos en noviembre lo cual disminuyó las oportunidades de calificar a postemporada. Sin embargo cinco victorias al final de la temporada les permitió terminar con marca de 10-6, calificando a postemporada como equipo comodín. Comenzaron los playoffs como visitantes contra el campeón de la Sur de la Nacional Tampa Bay el día sábado 7 de enero del 2006. Ganaron por marcador de 17-10, después de una ventaja tempranera de 14-0, la cual desperdiciaron hasta que la revisión de una jugada por los árbitros mostró que un aparente touchdown que hubiera empatado el juego era pase incompleto. En ese juego los Redskins rompieron el récord del menor número de yardas ofensivas en una victoria de playoffs con 120 yardas., ya que uno de sus dos touchdowns fue anotado por la defensiva después de recuperar un balón suelto. El siguiente fin de semana jugaron contra los Halcones de Seattle, que habían descansado la semana anterior. Seattle ganó 20-10, acabando con las esperanzas de los “skins” de lograr su primer campeonato de la Conferencia Nacional desde 1991.
Tres récords de equipo fueron rotos en la campaña del 2005. Clinton Portis fijó la marca de más yardas terrestres en una temporada con 1,516, superando la marca de Stephen Davis del 2001 con 1,432 yardas. Y las 1,483 yardas aéreas de Santana Moss rompieron la marca de Bobby Mitchell impuesta en l963 de 1,436 yardas por recepción. Chris Cooley y sus 71 recepciones rompieron el récord de Jerry Smithpara un tight end de los Redskins..
La inconsistencia de la ofensiva durante la temporada del 2005 resultó en la contratación del coordinador ofensivo Al Saunders como coordinador de la ofensiva. Saunders venía de una formación similar a la de Gibbs ya que el mentor de ambos fue Don Coryell y se pensó que la ofensiva sería más eficiente con el al frente. Saunders sería el que decidiría la mayoría de las jugadas a la ofensiva. Debido a eso se creyó que Gibbs asumiría el puesto de entrenador /director ejecutivo de los Redskins en el 2006 y podría manejar asuntos personales y le daría más tiempo de trabajar en los equipos especiales y la defensiva, mientras Saunders dirigiría la ofensiva. Gibbs agregó al que fuera coordinador defensivo de Buffalo Jerry Gray a su plantilla como entrenador de la defensiva secundaria y de los cornerbacks. Gibbs perdió al entrenador de quarterbacks Bill Musgrave cuando fue contratado por los Halcones de Atlanta el verano del 2006.
Después de ganar solo tres de los primeros nueve juegos en el 2006, Gibbs, en un esfuerzo de salvar lo que quedaba de la temporada mandó a la banca al quarterback titular Mark Brunell para darle oportunidad a la primera selección del draft Jason Campbell. Perdió su primer partido como inicialista contra Tampa Bay, pero obtuvo su primera victoria en la NFL en contra de las Panteras de Carolina, sacando a los “skins” de una racha de tres juegos perdidos. Terminaron la campaña con una marca perdedora de 5-11 después de perder en casa con Nueva York por 34-28. Washington finalizó en el fondo del Este y fueron los únicos de la división que no calificaron a postemporada. Esto marcó la segunda temporada perdedora de Gibbs en su regreso como entrenador a Washington.
Los analistas no se ponen de acuerdo en que fue exactamente lo que salió mal esa temporada del 2006. Algunos dicen que fueron las contrataciones en la agencia libre como el profundo fuerte Adam Archuleta y el receiver Brandon Lloyd. Otros apuntan a la desconexión entre las filosofías ofensivas de Gibbs y Saunders: Gibbs prefiería un esquema terrestre poderoso mientras que Saunders deseaba un estilo agresivo orientado más al juego por pase. Muchos observaron el colapso del sistema defensivo de Gregg Williams, mientras que otros apuntaron al fracaso de jugadores específicos en la porosa defensiva secundaria como los backs defensivos Carlos Rogers, Sean Taylor, y Archuleta, permitiendo la cantidad más alta de la liga de pases de TDs con 30 y acumulando la menor cantidad de intercepciónes con 6. La defensiva se derrumbó del lugar 7 en 2005 al puesto 29 en 2006.

### 2008-2019: Últimos años como Redskins
En la temporada 2012 los Redskins ganaron la división con el novato quarterback Robert Griffin III después de 14 temporadas sin ganarla, a pesar de eso fueron eliminados por los Seattle Seahawks en la primera ronda de los playoffs.

### 2020-2021: Washington Football Team
A principios de julio de 2020, debido a las presiones derivadas de la muerte de George Floyd y las subsecuentes protestas, la dirección de los Redskins anunció una revisión del nombre y el logo de la franquicia. El 13 de julio, el equipo dejó de llamarse oficialmente Redskins y adoptó de manera provisional el nombre de Washington Football Team.

### 2022-presente: Conversión a Commanders y nueva propiedad
El 2 de febrero de 2022, la franquicia de Washington anunció que su nuevo nombre pasaría a ser Washington Commanders. Durante la pretemporada adquirieron al quarterback Carson Wentz. En la quinta ronda del draft de la NFL de 2022 adquirieron al mariscal de campo Sam Howell, quien debutaría en la semana 18 de la temporada 2022.
En noviembre de 2022, Dan Snyder contrato servicios de Bank of America para poner a la venta el equipo, donde finalmente en abril de 2023 un grupo empresarial liderado por Josh Harris, llegarían a un acuerdo con Snyder para vender el equipo por 6.05 billones de dólares, la transacción más alta para un equipo deportivo. El 20 de julio de 2023 los propietarios de la NFL votaron a favor para el traspaso de la franquicia a Josh Harris, finalizando con la venta y convirtiéndose en el nuevo propietario.

## Logo y uniformes

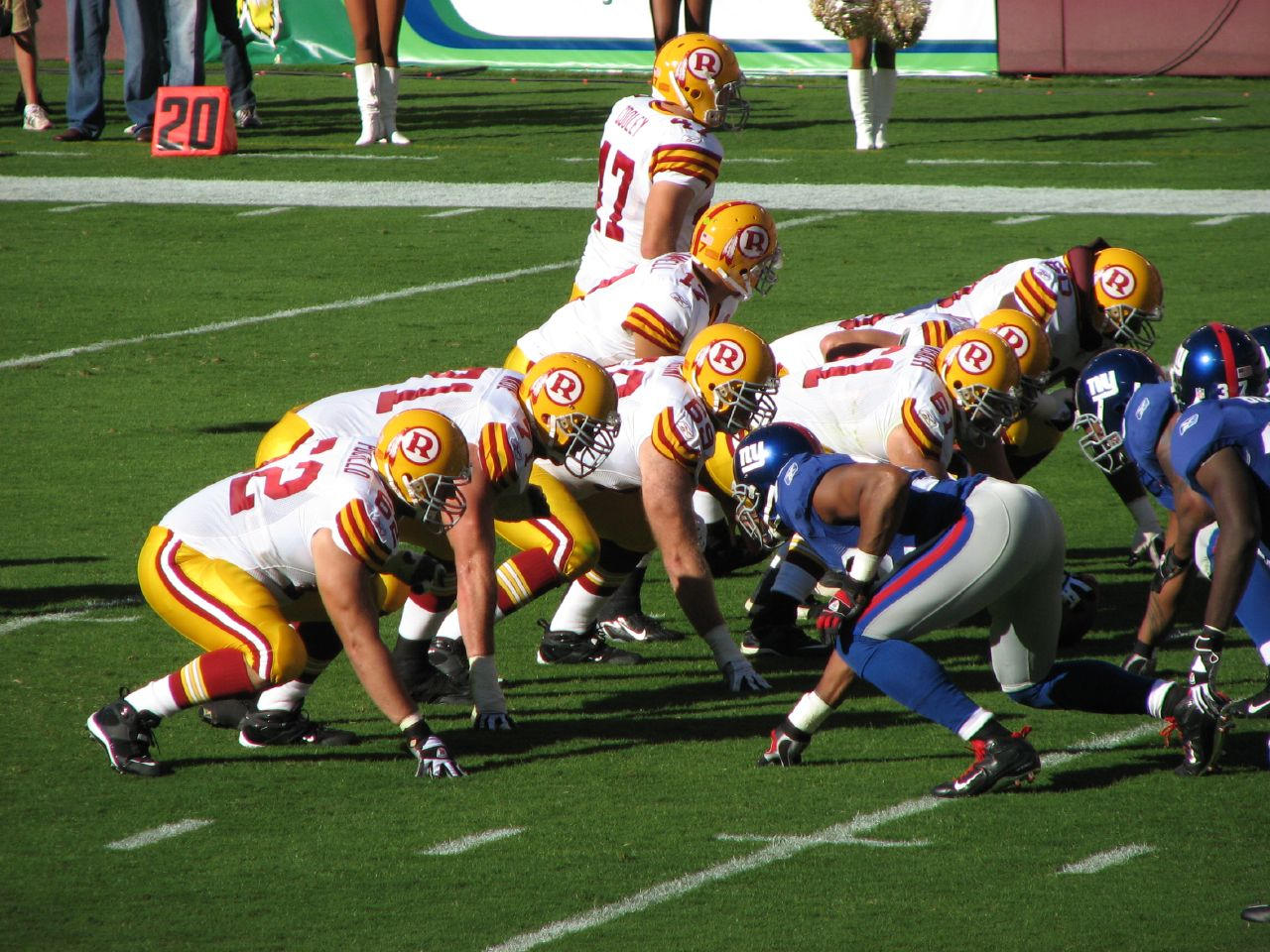
Uniforme que utilizó Washington en 1970 y 1971.

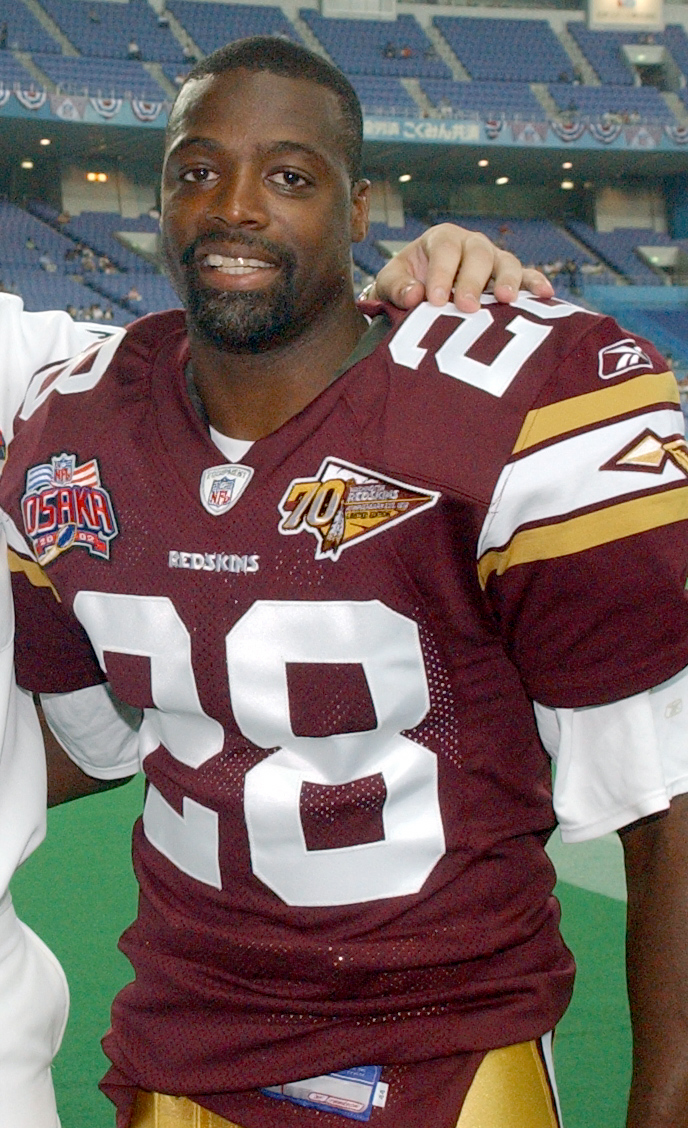
Darrell Green usando una de las combinaciones del uniforme de Washington.

Los colores primarios de Washington son el color borgoña y el dorado. Son unos de los tres equipos en vestir principalmente jerséis blancos como locales (los otros son Dallas y Miami). La tradición de los jerséis blancos comenzó con Joe Gibbs cuando llegó como entrenador en 1981. Gibbs era asistente en los Cargadores de San Diego en 1979 y 1980, y los Cargadores usaron el color blanco como locales durante la su permanencia del entrenador Don Coryell a finales de los 70 y principios de los 80.
El jersey de color vino (que principalmente se usa cuando el equipo contrario decide usar sus uniformes blancos como local, que sucede constantemente contra Dallas y ocasionalmente contra Filadelfia consiste de jerséis color vino y pants blancos. De cualquier manera en 2001, Washington usó el uniforme color vino por decisión de Marty Schottenheimer, el tercer entrenador que tuvieron esa temporada. La otra combinación de jerséis color vino y pants dorados fue usada generalmente en el pasado del equipo y para la campaña del 2002, cuando Washington celebró su aniversario 70 de vida y usaron esos colores como locales.
El diseño del uniforme actual fue presentado por el entrenador Jack Pardee en 1979. De 1972 a 1978, Washington usó pants dorados con ambos jerséis (vino y blanco). Las máscaras doradas fueron presentadas en 1978 y permanecen hasta la actualidad.
El jersey blanco consiste de tres combinaciones. Una es el jersey blanco y pants de color vino, el cual es considerado el look "clásico". Otra combinación (menos conocida) es jersey blanco y pants dorados, que fue utilizada en el pasado cuando no usaban el jersey de color vino. La última combinación es jersey y pants blancos.

### Controversia por el nombre y el logo
Algunos activistas consideran que el nombre y el logo del equipo son racistas hacia los nativos americanos. En años recientes existían movimientos de ciertos grupos para cambiar el nombre del equipo. Muchos argumentan que su nombre (Redskins) es para honrar la bravura y dignidad de los nativos americanos; sin importar su uso anterior, hoy la palabra "piel roja" se refiere al equipo de fútbol. Los activistas argumentan que sin importar la intención, esa palabra siempre ha tenido una connotación negativa y racista. Sin importar las quejas de los activistas, una encuesta en 2002 comisionada a Sports Illustrated halló que el 75 % de los indios americanos encuestados no tuvieron objeción alguna acerca del nombre de los Redskins.
En julio de 2020, finalmente la franquicia eliminó la marca Redskins de su nombre, llamándose provisionalmente como Washington Football Team.
El 2 de febrero de 2022 se oficializa el nuevo nombre: Washington Commanders.

## Estadio

### Antiguos terrenos de juego
- Braves Field (1932)
- Fenway Park (1933-1936)
- Griffith Stadium (1937-1960)
- RFK Stadium (1961-1996)

## Jugadores

### Miembros del Salón de la Fama
| Miembros de los Washington Redskins que están en el Salón de la Fama | Miembros de los Washington Redskins que están en el Salón de la Fama | Miembros de los Washington Redskins que están en el Salón de la Fama | Miembros de los Washington Redskins que están en el Salón de la Fama | Miembros de los Washington Redskins que están en el Salón de la Fama | Miembros de los Washington Redskins que están en el Salón de la Fama | Miembros de los Washington Redskins que están en el Salón de la Fama | Miembros de los Washington Redskins que están en el Salón de la Fama |
| Jugadores                                                            | Jugadores                                                            | Jugadores                                                            | Jugadores                                                            | Jugadores                                                            | Jugadores                                                            | Jugadores                                                            | Jugadores                                                            |
| Número                                                               | Nombre                                                               | Posiciones                                                           | Temporadas                                                           | Número                                                               | Nombre                                                               | Posiciones                                                           | Temporadas                                                           |
| -------------------------------------------------------------------- | -------------------------------------------------------------------- | -------------------------------------------------------------------- | -------------------------------------------------------------------- | -------------------------------------------------------------------- | -------------------------------------------------------------------- | -------------------------------------------------------------------- | -------------------------------------------------------------------- |
| 9                                                                    | Sonny Jurgensen                                                      | QB                                                                   | 1964-1974                                                            | 42                                                                   | Turk Edwards                                                         | OT-DT                                                                | 1932-1940                                                            |
| 20                                                                   | Cliff Battles                                                        | RB-CB                                                                | 1932-1937                                                            | 26                                                                   | Paul Krause                                                          | S                                                                    | 1964-1967                                                            |
| 27                                                                   | Ken Houston                                                          | S                                                                    | 1973-1980                                                            | 28                                                                   | Darrell Green                                                        | CB                                                                   | 1983-2002                                                            |
| 33                                                                   | Sammy Baugh                                                          | QB-S-P                                                               | 1937-1952                                                            | 35                                                                   | Bill Dudley                                                          | RB-CB                                                                | 1950-1953                                                            |
| 40                                                                   | Wayne Millner                                                        | TE-DE                                                                | 1936-1941                                                            | 42                                                                   | Charley Taylor                                                       | WR                                                                   | 1964-1977                                                            |
| 44                                                                   | John Riggins                                                         | RB                                                                   | 1976-1985                                                            | 49                                                                   | Bobby Mitchell                                                       | RB                                                                   | 1962-1968                                                            |
| 70                                                                   | Sam Huff                                                             | LB                                                                   | 1964-1967                                                            | 73                                                                   | Stan Jones                                                           | DT                                                                   | 1966                                                                 |
| 75                                                                   | Deacon Jones                                                         | DE                                                                   | 1974                                                                 | 78                                                                   | Bruce Smith                                                          | DE                                                                   | 2000-03                                                              |
| 81                                                                   | Art Monk                                                             | WR                                                                   | 1980-1993                                                            |                                                                      |                                                                      |                                                                      |                                                                      |
| Gerencia y entrenadores                                              |                                                                      |                                                                      |                                                                      |                                                                      |                                                                      |                                                                      |                                                                      |
| Número                                                               | Nombre                                                               | Posiciones                                                           | Temporadas                                                           | Número                                                               | Nombre                                                               | Posiciones                                                           | Temporadas                                                           |
| --                                                                   | George Allen                                                         | Entrenador en jefe                                                   | 1971-1977                                                            | --                                                                   | Ray Flaherty                                                         | Entrenador en jefe                                                   | 1936-1942                                                            |
| --                                                                   | Joe Gibbs                                                            | Entrenador en jefe                                                   | 1981-1992, 2004-2007                                                 | --                                                                   | Otto Graham                                                          | Entrenador en jefe                                                   | 1966-1968                                                            |
| --                                                                   | Curly Lambeau                                                        | Entrenador en jefe                                                   | 1952-1953                                                            | --                                                                   | Vince Lombardi                                                       | Entrenador en jefe                                                   | 1969                                                                 |
| --                                                                   | George Preston Marshall                                              | Dueño y fundador                                                     | 1932-1969                                                            | --                                                                   | Mike McCormack                                                       | Entrenador asistenre                                                 | 1965-1972                                                            |
| --                                                                   | Emmitt Thomas                                                        | Entrenador asistente                                                 | 1986-94                                                              |                                                                      |                                                                      |                                                                      |                                                                      |

- Fuente: Pro Football Hall Of Fame[37]

### Números retirados
| Números retirados por los Washington Commanders |                 |          |           |                       |
| N.º                                             | Jugador         | Puesto   | Periodo   | Fecha                 |
| 9                                               | Sonny Jurgensen | QB       | 1964-1974 |                       |
| 21                                              | Sean Taylor     | S        | 2004-2007 | 17 de octubre de 2021 |
| 33                                              | Sammy Baugh     | QB, S, P | 1937-1952 |                       |
| 49                                              | Bobby Mitchell  | RB, WR   | 1962-1968 | 20 de junio de 2020   |

#### Números fuera de circulación
La política de Washington desde el retiro de Baugh ha sido la de no retirar números. Sin embargo, algunos números son retirados de manera no oficial y normalmente se rehúsan a asignárselos a jugadores nuevos. La siguiente lista de algunos de los más grandes Redskins caen dentro de esa categoría.
| #  | Nombre         | Posición | Período              |
| -- | -------------- | -------- | -------------------- |
| 7  | Joe Theismann  | QB       | 1974-1985            |
| 28 | Darrell Green  | CB       | 1983-2002            |
| 42 | Charley Taylor | WR       | 1964-1977            |
| 43 | Larry Brown    | RB       | 1969-1976            |
| 44 | John Riggins   | RB       | 1976-1979, 1981-1985 |

| #  | Nombre        | Posición | Período   |
| -- | ------------- | -------- | --------- |
| 51 | Monte Coleman | LB       | 1979-1994 |
| 65 | Dave Butz     | DT       | 1975-1988 |
| 70 | Sam Huff      | LB       | 1964-1969 |
| 81 | Art Monk      | WR       | 1980-1993 |
| 84 | Gary Clark    | WR       | 1985-1992 |

La costumbre de no retiran números de manera oficial trajo una controversia en el primer año de Steve Spurrier como entrenador en jefe, los quarterbacks Danny Wuerffel y Shane Matthews vistieron los números 7 y 9 respectivamente durante los campos de entrenamiento. La conmoción deportiva resultante los condujo a cambiar los números por el 17 y el 6. Durante la campaña el tight end de reserva Leonard Stephens vistió el número 49. Después de su retiro como asistente de gerente general, Bobby Mitchell criticó al equipo, acusando a los últimos dueños Edward Bennett Williams y Jack Kent Cooke de racismo por no considerarlo para el puesto de gerente general y se molestó por dejar usar su número a un jugador como Leonard Stephens.

### Washington Hall of Stars
El Salón de las Estrellas de Washington es una serie de estandartes en lo que ahora es la pared derecha del Estadio RFK, honrando a los mejores deportistas del Distrito de Columbia. Previamente estuvo ubicado en una serie de carteles de color blanco y rojo rodeando la fachada del nivel del entresuelo del estadio. Los Redskins honrados incluyen a los miembros del Salón de la fama Allen, Battles, Baugh, Dudley, Houston, Huff, Jurgensen, Marshall, Millner, Mitchell, Riggins y Taylor; los "números retirados" hacen honores a Brown, Monk, Moseley y Theismann; y a los siguientes:
- Arthur "Dutch" Bergman, entrenador en jefe en 1943, también fue entrenador de la Universidad Católica de América y Presidente de la compañía que cabildeó para la construcción de lo que hoy es el RFK Stadium
- 80 Gene Brito Dfensive End 1951-58
- 65 Dave Butz DT 1975-88
- Jack Kent Cooke, Dueño 1961-1997 (dueño mayoritario desde 1974, dueño único desde 1985)
- 37 Pat Fischer DB 1968-77
- 68 Russ Grimm OG 1981-91
- 55 Chris Hanburger LB 1965-78
- 56 Len Hauss C 1964-77
- 66 Joe Jacoby OT 1981-93
- 47 Dick James RB 1955-63
- 22 Charlie Justice RB 1950-54
- 17 Billy Kilmer QB 1971-78
- 14 Eddie LeBaron QB 1952-59
- Vince Lombardi, Entrenador en jefe 1969 (miembro del Salón de la Fama como entrenador de Green Bay)
- 23 Brig Owens SS 1966-77
- 65 Vince Promuto G 1960-70
- 87 Jerry Smith TE 1965-77
- 17 Doug Williams QB 1986-89
- Edward Bennett Williams, Dueño 1962-85 (dueño mayoritario hasta 1974)

A pesar de ser miembros del Salón de la Fama, Turk Edwards, Ray Flaherty, Joe Gibbs, y Paul Krause no están en los estandartes. Edwards, Flaherty, y Gibbs ya habían sido honrados con carteles en la versión anterior del Salón de las Estrellas.

### The 70 Greatest Redskins
En honor del 70 aniversario del club en junio de 2002, un panel seleccionó a Los 70 Más Grandiosos Redskins para rendirle honores a los jugadores y entrenadores que fueron más importantes, ayudando a conseguir cinco campeonatos y enriqueciendo la historia del equipo. Se les rindieron honores en un fin de semana de lleno de actividades, incluida una ceremonia especial de medio tiempo en el juego que Washington ganó a los Potros de Indianápolis.
Esta lista incluye a tres entrenadores en jefe y 67 jugadores, de los cuales 41 fueron jugadores ofensivos, 23 defensivos y tres de equipos especiales.
| #  | Nombre            | Posición | Período       |
| -- | ----------------- | -------- | ------------- |
| 21 | Terry Allen       | RB       | 1995–98       |
| 41 | Mike Bass         | CB       | 1969–75       |
| 20 | Cliff Battles     | B        | 1932–37       |
| 33 | Sammy Baugh       | QB       | 1937–52       |
| 31 | Don Bosseler      | B        | 1957–64       |
| 53 | Jeff Bostic       | C        | 1980–93       |
| 4  | Mike Bragg        | P        | 1968–79       |
| 80 | Gene Brito        | DE       | 1951–53,55–58 |
| 43 | Larry Brown       | RB       | 1969–76       |
| 77 | Bill Brundige     | DE       | 1970–77       |
| 65 | Dave Butz         | DT       | 1975–88       |
| 21 | Earnest Byner     | RB       | 1989–93       |
| 84 | Gary Clark        | WR       | 1985–92       |
| 51 | Monte Coleman     | LB       | 1979–94       |
| 53 | Al DeMao          | C        | 1945–53       |
| 36 | Chuck Drazenovich | LB       | 1950–59       |
| 35 | Bill Dudley       | RB       | 1950–51,53    |
| 17 | Turk Edwards      | OT       | 1932–40       |
| 44 | Andy Farkas       | FB       | 1938–44       |
| 37 | Pat Fischer       | CB       | 1968–77       |
| 28 | Darrell Green     | CB       | 1983–2002     |
| 68 | Russ Grimm        | G        | 1981–91       |
| 55 | Chris Hanburger   | LB       | 1965–78       |
| 57 | Ken Harvey        | LB       | 1994–98       |
| 56 | Len Hauss         | C        | 1964–77       |
| 27 | Ken Houston       | S        | 1973–80       |
| 70 | Sam Huff          | LB       | 1964–67,69    |
| 66 | Joe Jacoby        | OT/G     | 1981–93       |
| 47 | Dick James        | RB       | 1955–63       |
| 9  | Sonny Jurgensen   | QB       | 1964–74       |
| 22 | Charlie Justice   | RB       | 1950,52–54    |
| 17 | Billy Kilmer      | QB       | 1971–78       |
| 26 | Paul Krause       | DB       | 1964–67       |
| 79 | Jim Lachey        | OT       | 1988–95       |
| 14 | Eddie LeBaron     | QB       | 1952–53,55–59 |

| #  | Nombre           | Posición           | Período       |
| -- | ---------------- | ------------------ | ------------- |
| 72 | Dexter Manley    | DE                 | 1981–89       |
| 71 | Charles Mann     | DE                 | 1983–93       |
| 58 | Wilber Marshall  | LB                 | 1988–92       |
| 73 | Mark May         | OT                 | 1981–89       |
| 79 | Ron McDole       | DE                 | 1971–78       |
| 63 | Raleigh McKenzie | G                  | 1985–94       |
| 53 | Harold McLinton  | LB                 | 1969–78       |
| 40 | Wayne Millner    | E                  | 1936–41,45    |
| 49 | Bobby Mitchell   | FL                 | 1962–68       |
| 30 | Brian Mitchell   | RB                 | 1990–99       |
| 81 | Art Monk         | WR                 | 1980–93       |
| 3  | Mark Moseley     | K                  | 1974–86       |
| 29 | Mark Murphyy     | S                  | 1977–84       |
| 21 | Mike Nelms       | KR                 | 1980–84       |
| 52 | Neal Olkewicz    | LB                 | 1979–89       |
| 23 | Brig Owens       | DB                 | 1966–77       |
| 65 | Vince Promuto    | G                  | 1960–70       |
| 44 | John Riggins     | RB                 | 1976–79,81–85 |
| 11 | Mark Rypien      | QB                 | 1987–93       |
| 83 | Ricky Sanders    | WR                 | 1986–93       |
| 76 | Ed Simmons       | OT                 | 1987–97       |
| 87 | Jerry Smith      | TE                 | 1965–77       |
| 60 | Dick Stanfel     | G                  | 1956–58       |
| 74 | George Starke    | OT                 | 1973–84       |
| 72 | Diron Talbert    | DT                 | 1971–80       |
| 84 | Hugh Taylor      | E                  | 1947–54       |
| 42 | Charley Taylor   | WR                 | 1964–77       |
| 7  | Joe Theismann    | QB                 | 1974–85       |
| 67 | Rusty Tillman    | LB                 | 1970–77       |
| 85 | Don Warren       | TE                 | 1979–92       |
| 25 | Joe Washington   | RB                 | 1981–84       |
| 17 | Doug Williams    | QB                 | 1986–89       |
|    | George Allen     | Entrenador en jefe | 1971–77       |
|    | Ray Flaherty     | Entrenador en jefe | 1936–42       |
|    | Joe Gibbs        | Entrenador en jefe | 1981–92,04–07 |